# جلين روبرتس
جلين روبرتس (بالإنجليزية: Glyn Roberts)‏ هو كاتب مسرحي أسترالي، ولد في 17 نوفمبر 1982 في ملبورن في أستراليا.